# Вінайкін Василь Павлович
Віна́йкін Васи́ль Па́влович (нар. 9 січня 1924 року, с. Шамкіно, Чуваська автономна область, РРФСР — пом. 16 листопада 2019, Київ) — український радянський скульптор, заслужений діяч мистецтв УРСР (з 1971).

## Біографія
В 1947—1953 роках навчався в Київському художньому інституті у М. Г. Лисенка та О. П. Олійника.

## Творчість

### Скульптурні портрети та композиції
- «Богдан Хмельницький» (1954)
- «Юність» (1957)

### Пам'ятники
- Монумент на честь 300-річчя возз'єднання України з Росією. У співавторстві з В. В. Гречаником і П. Ф. Кальницьким, (Переяслав, 1954). — Демонтований у травні 2022, згідно рішенню населення після геноциду у Бучі і Ірпіні.[2]
- Пам'ятник Миколі Кузнецову. У співавторстві з І. П. Шаповалом (Рівне, 1961, демонтований на початку 1990-х років).
- Пам'ятник учасникам Січневого збройного повстання 1918 року. Скульптори В. П. Вінайкін і В. В. Климов, архітектор В. Г. Гнєздилов (Київ, 1967). — Демонтований 23 грудня 2023 року в рамках кампанії деколонізації.
- Пам'ятник Василю Боженку у Києві. У співавторстві з архітекторами В. С. Богдановським та І. Л. Масленковим (Київ, 1967)
- Пам'ятник радянським громадянам та військовополоненим, розстріляним фашистами у Дарниці. У співавторстві з В. В. Гречаником та архітектором К. О. Сидоровим (Київ, 1970)
- Погруддя Володимира Короленка. У співавторстві з архітектором М. П. Іванчуком (Житомир, 1973)
- Меморіальний комплекс Вічної Слави. У співавторстві з Ф. Короваєм та архітектором В. Г. Гнєздиловим (Суми, 1975)
- Меморіальний комплекс воїнам Південно-Західного фронту в урочищі Шумейкове (поблизу с. Ісківці Полтавської області, 1976).
- Пам'ятник на честь радянських воїнів-визволителів. У співавторстві з Б. М. Карловським, В. К. Жигуліним (Ковель, 1977)
- Монумент Батьківщина-Мати у Києві. У співавторстві з В. З. Бородаєм, Ф. М. Сагояном і архітекторами В. Д. Єлізаровим, Г. М. Кислим, М. М. Фещенком (Київ, 1980).
- Пам'ятник Леніну у Маріуполі. Споруджено у 1987 році, повалено 15 серпня 2014 року.[3][4]

## Зображення

Пам'ятник учасникам Січневого збройного повстання
Пам'ятник радянським громадянам та військовополоненим, розстріляним фашистами
Меморіальний комплекс Вічної Слави в Сумах
Монумент Батьківщина-Мати у Києві
Погруддя Володимира Короленка
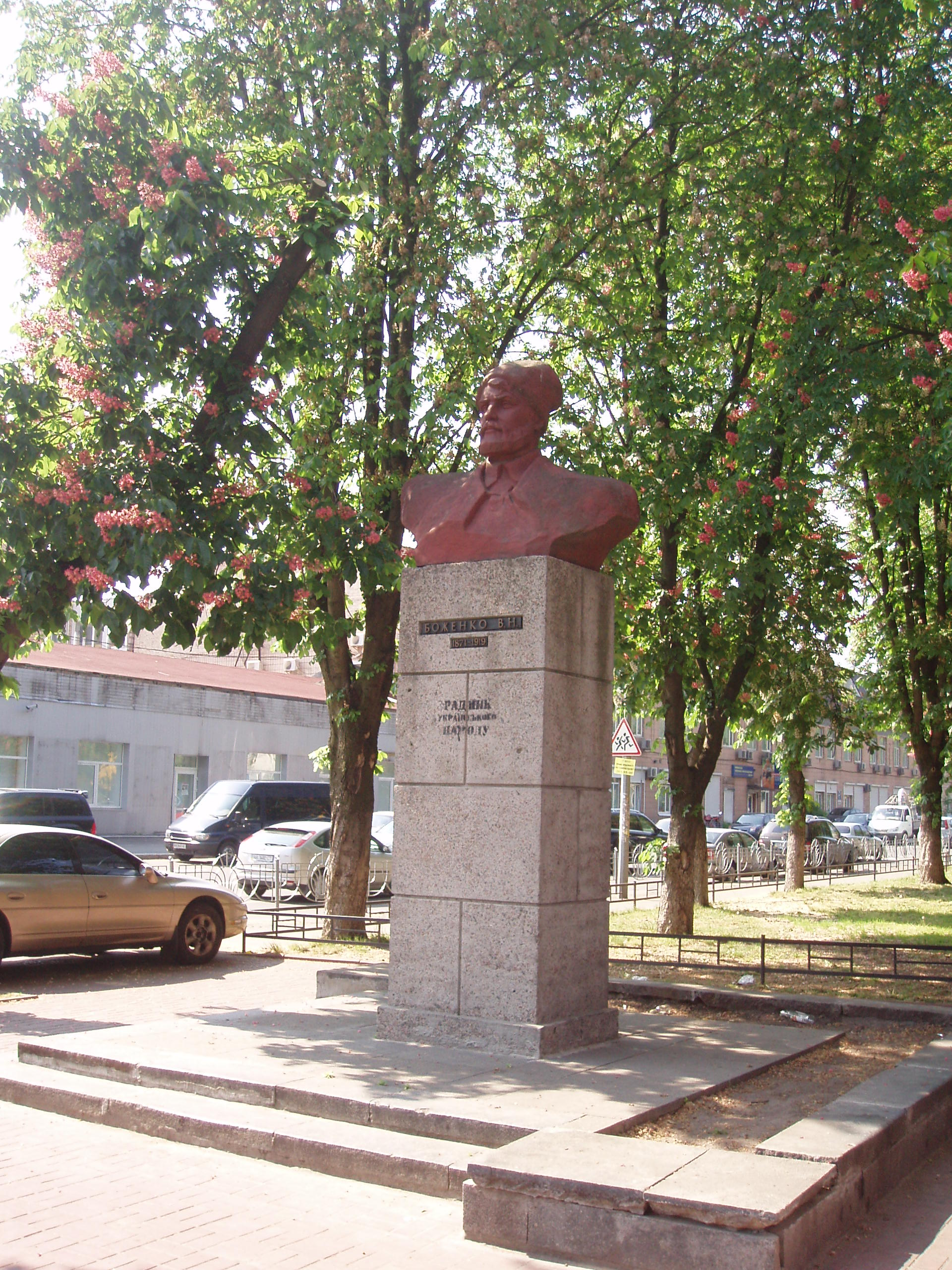
Пам'ятник Василю Боженку